# Große Kripp
Die Große Kripp (696 m ü. A.) ist ein Pass in den Ybbstaler Alpen.
Der Pass liegt zwischen dem Oisberg im Westen und dem Friesling im Osten und verbindet St. Georgen am Reith mit Opponitz und schneidet damit das Ybbstal ab. Unweit der Passhöhe zweigt eine Straße nach Ybbsitz ab, die über die Kleine Kripp führt.